# Oud-Valkenburg
Oud-Valkenburg (Limburgs: Oud-Valkeberg) is een kerkdorp (en tevens de naam van de hoofdstraat, zonder koppelteken geschreven) in de Limburgse gemeente Valkenburg aan de Geul. Het dorp is gelegen tussen Valkenburg en Schin op Geul.

## Ligging

### Natuur en landschap
Oud-Valkenburg ligt in het dal van de Geul, die ten noorden van het dorp stroomt. De hoogte bedraagt ongeveer 75 meter. Vanuit het dorpje is via het voetpad en de brug over de Geul de Drie Beeldjes, het hellingbos Schaelsbergerbos en de Schaelsberg met daarop de Kluis bereikbaar. Bij de Kluis wordt jaarlijks in het bos de Sjaasbergergank georganiseerd. Ten oosten van de Kluis ligt de Daolkesberg met gele kalksteenwand. Aan de voet van de heuvel ligt de Kalkoven Schaelsberg. Aan de zuid- en zuidwestzijde liggen het Biebosch, het Sint-Jansbosch en het Gerendal.

### Nabijgelegen kernen
Oud-Valkenburg  ligt centraal in Nederlands Zuid-Limburg. In de directe omgeving liggen het stadje Valkenburg, de kerkdorpen Schin op Geul, Sibbe en Scheulder en de buurtschappen Strucht, Walem en IJzeren.

### Verkeer en vervoer
Oud-Valkenburg is gelegen aan de spoorlijn Aken - Maastricht. Van 23 oktober 1853 tot 1 juni 1923 had het dorp een eigen stopplaats: Station Oud Valkenburg. Verder ligt het dorp aan de belangrijke verbindingsweg van Valkenburg naar Schin op Geul en Wijlre: de N595.

## Geschiedenis

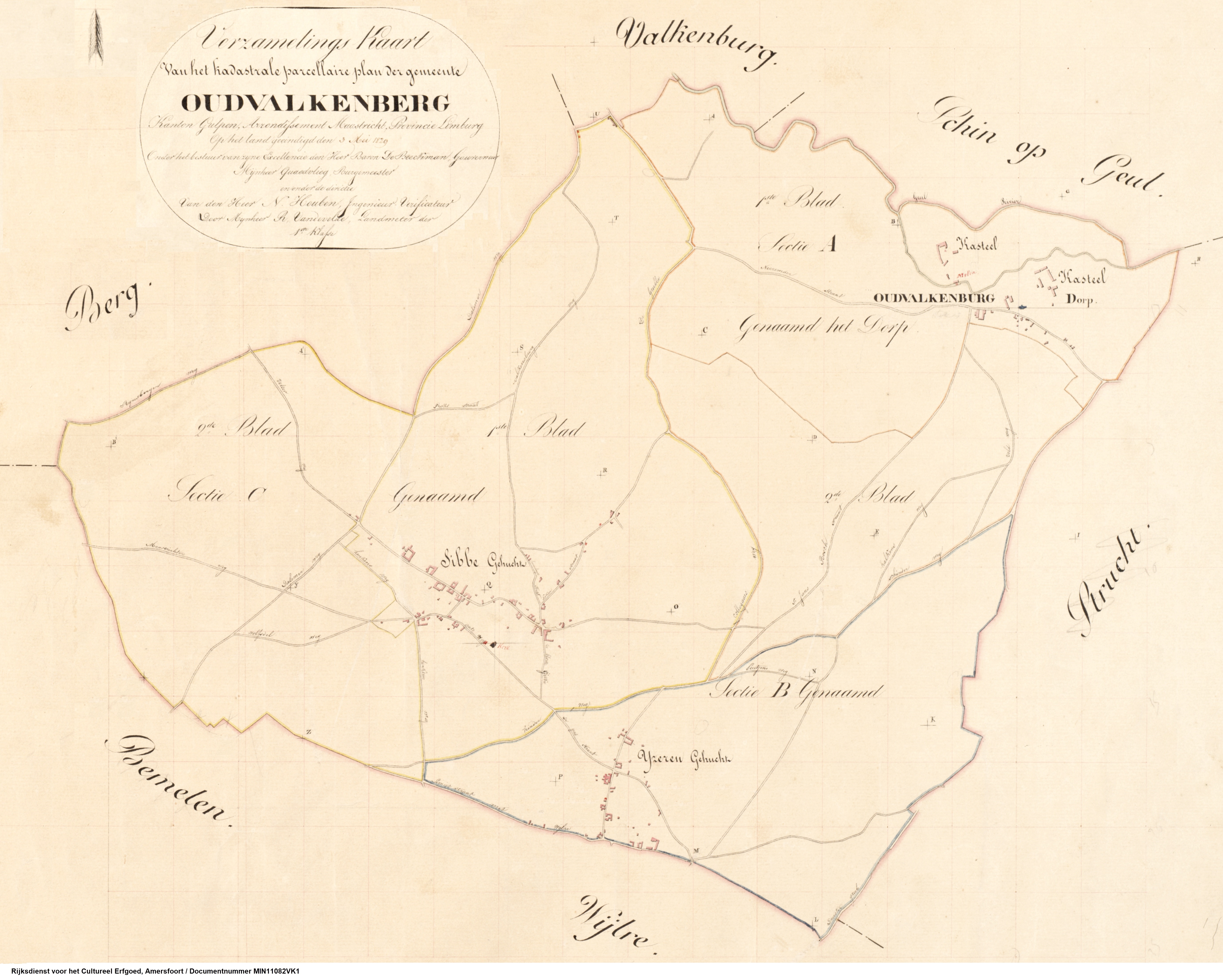
Kadasterkaart gemeente Oud-Valkenburg, 1829

De oorsprong van Valkenburg ligt mogelijk in Oud-Valkenburg. Met de oudste vermelding van de naam Valkenburg ("Falchenberch") in een oorkonde gedateerd 15 februari 1041, wordt volgens sommige (amateur)historici niet de tegenwoordige stad Valkenburg bedoeld, maar Oud-Valkenburg. Van hier uit zou in 1087 het Kasteel Valkenburg zijn gesticht. Hoewel de naam Oud-Valkenburg in die richting lijkt te wijzen, is vooralsnog geen bewijs voor deze theorie gevonden, noch in de bronnen, noch in de archeologie.
In de middeleeuwen was Oud-Valkenburg onderdeel van het Land van Valkenburg, dat in 1384 Brabants werd, als onderdeel van de Landen van Overmaas. Het Land van Valkenburg werd namens de Brabantse hertogen bestuurd door drossaards (baljuws), feitelijk de opvolgers van de heren van Valkenburg. Vanaf 1543 werden de drossaards benoemd door de Habsburgse vorsten (in hun rol als hertogen van Brabant), vanaf 1632 door de Staten-Generaal van de Nederlanden.
Voortvloeiend uit de Vrede van Münster (1648) kwam het Partagetraktaat (1661) tot stand, waarbij het Land van Valkenburg werd verdeeld tussen de voormalige strijdende partijen. Hierbij werd Oud-Valkenburg toebedeeld aan de Spaanse Nederlanden. Ten gevolge van het Verdrag van Fontainebleau van 1785 werd het gebied overgedragen aan de Republiek der Nederlanden. Vanaf de Franse tijd vormde het dorp met Sibbe en IJzeren een zelfstandige gemeente die in 1866 625 inwoners telde. In 1940 werd de gemeente Valkenburg-Houthem gevormd welke in 1981 opging in de gemeente Valkenburg aan de Geul.

## Bezienswaardigheden
- De kerk van Oud-Valkenburg is gewijd aan Johannes de Doper en dateert gedeeltelijk uit de 11e eeuw. De kerk bevat onder andere een barok altaar uit de 18e eeuw. Verder wordt de kerk verlucht door veertien moderne kruiswegstaties, ontworpen door Mathieu Vroemen en uitgevoerd door Kees Vis.
- Kasteel Genhoes is het stamkasteel van de heren van Valkenburg. De huidige gebouwen, een kasteel en een gesloten hoeve, dateren uit de 17e en 18e eeuw.
- Kasteel Schaloen werd gebouwd in 1656 en is in de 19e eeuw ingrijpend gerestaureerd door Pierre Cuypers. Ook bij dit gebouw hoort een hoeve. Verder liggen bij het kasteel een watermolen (Schaloensmolen of Sjloens Meule) en de Kasteeltuin Oud-Valkenburg, met planten die typerend zijn voor de Zuid-Limburgse flora.
- Drie Beeldjes, oorspronkelijk een 18e-eeuwse beeldengroep, nabij Schaloen.
- Kluis op de Schaelsberg, ten noordwesten van het dorp.
- Sint-Jansboskapel, in de velden bij het dorp.
- De Orchideeëntuin Gerendal, twee kilometer ten zuiden van het dorp.

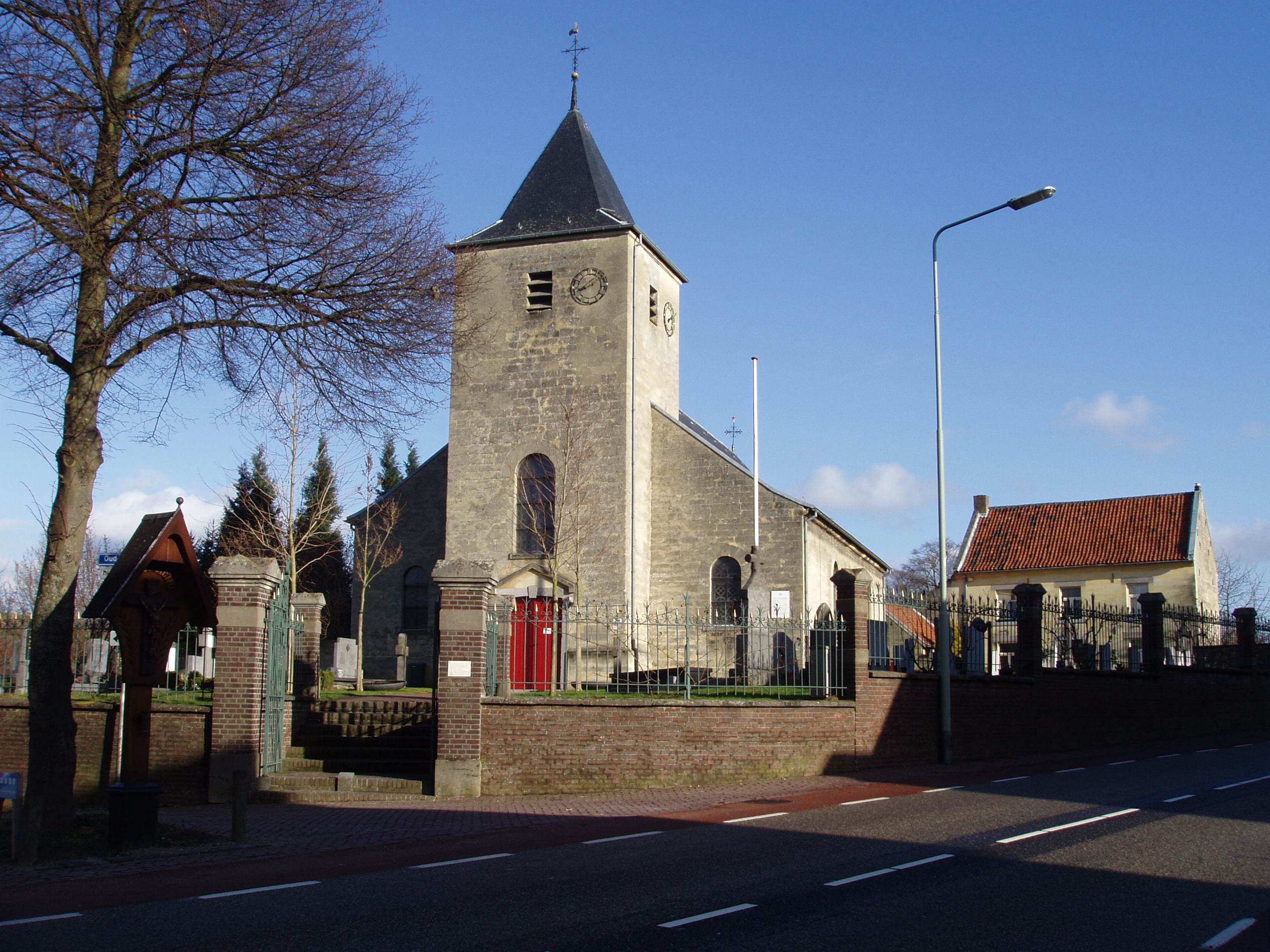
Johannes de Doperkerk
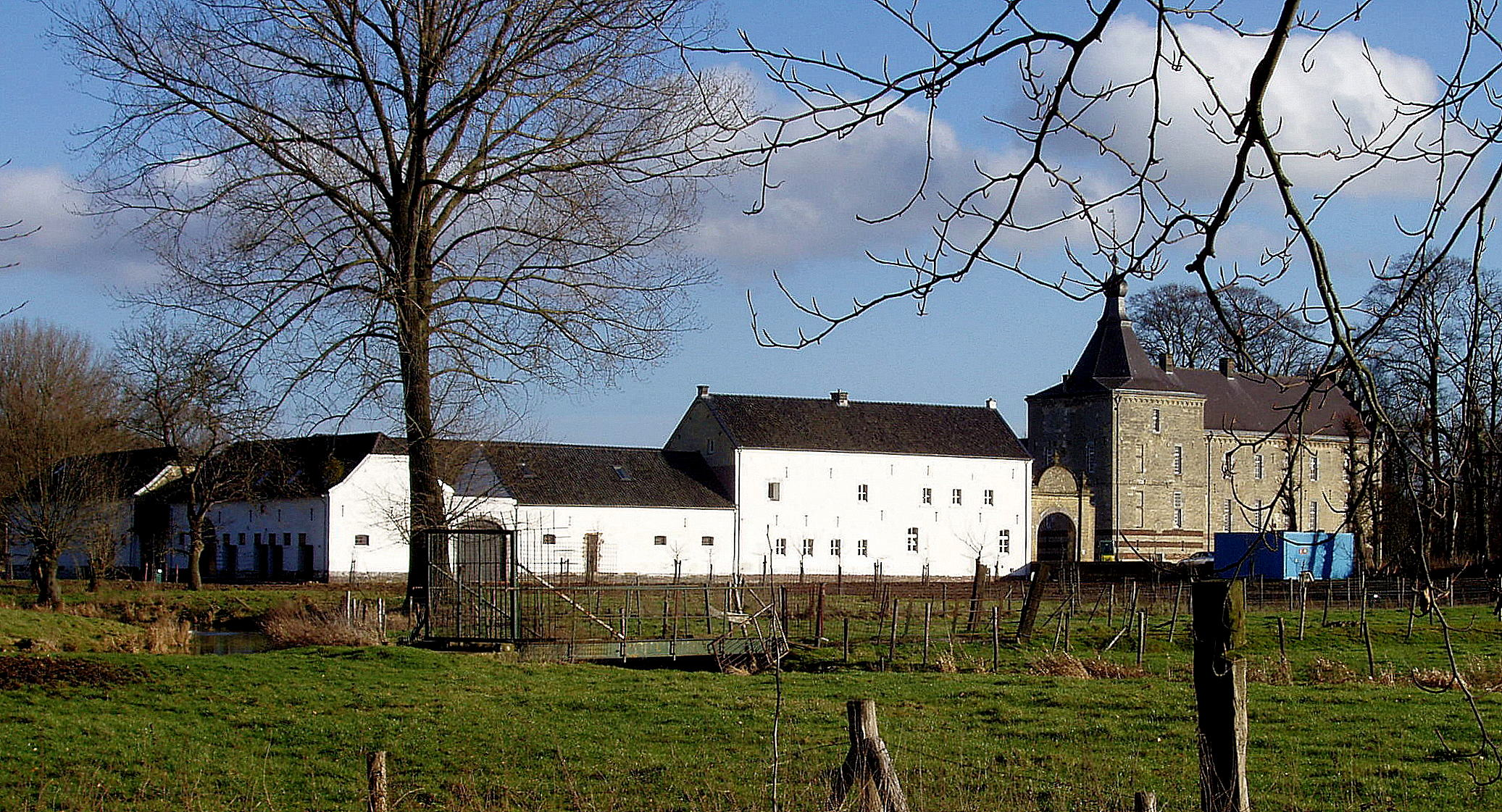
Kasteel Genhoes
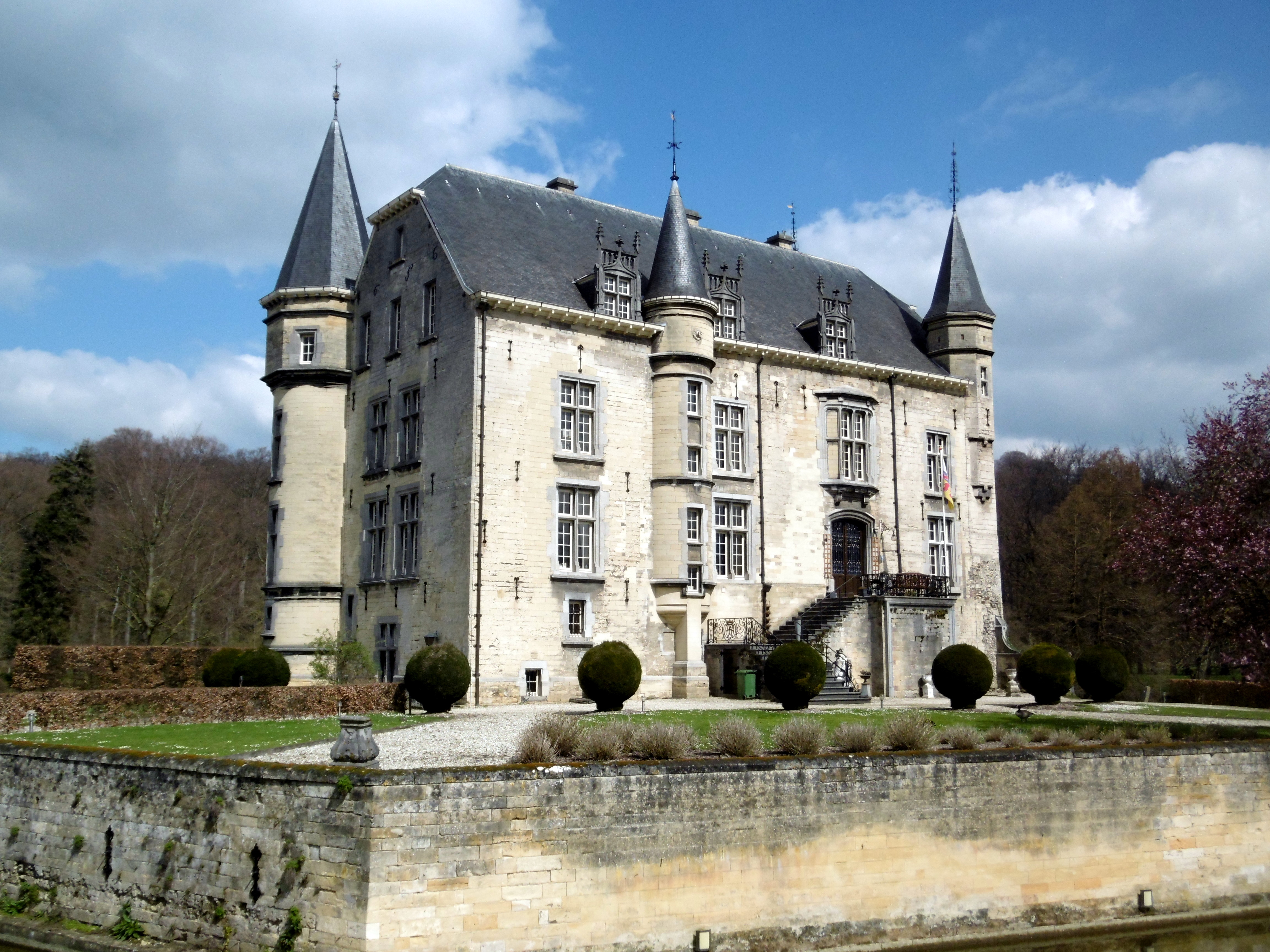
Kasteel Schaloen
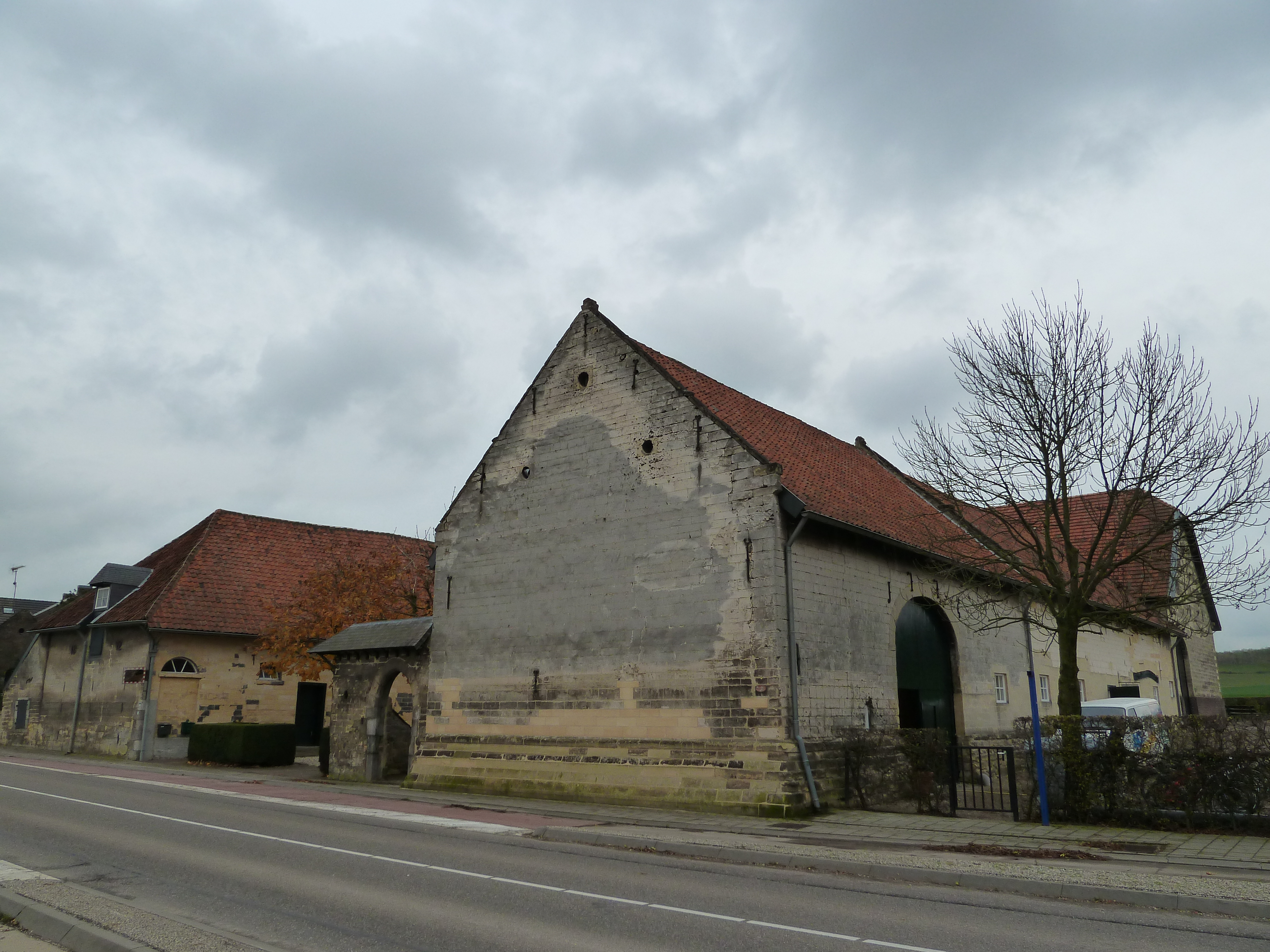
18e-eeuwse boerderij
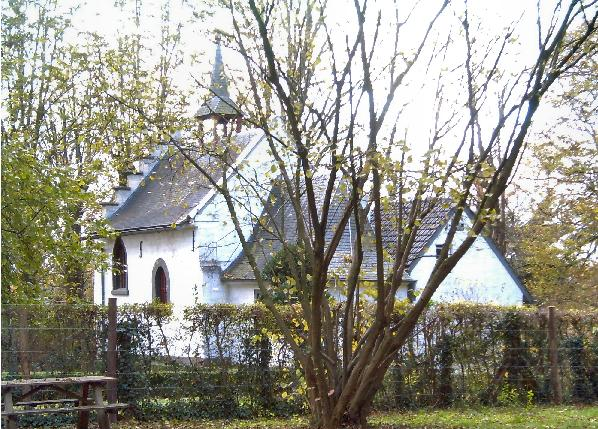
Kluis op de Schaelsberg
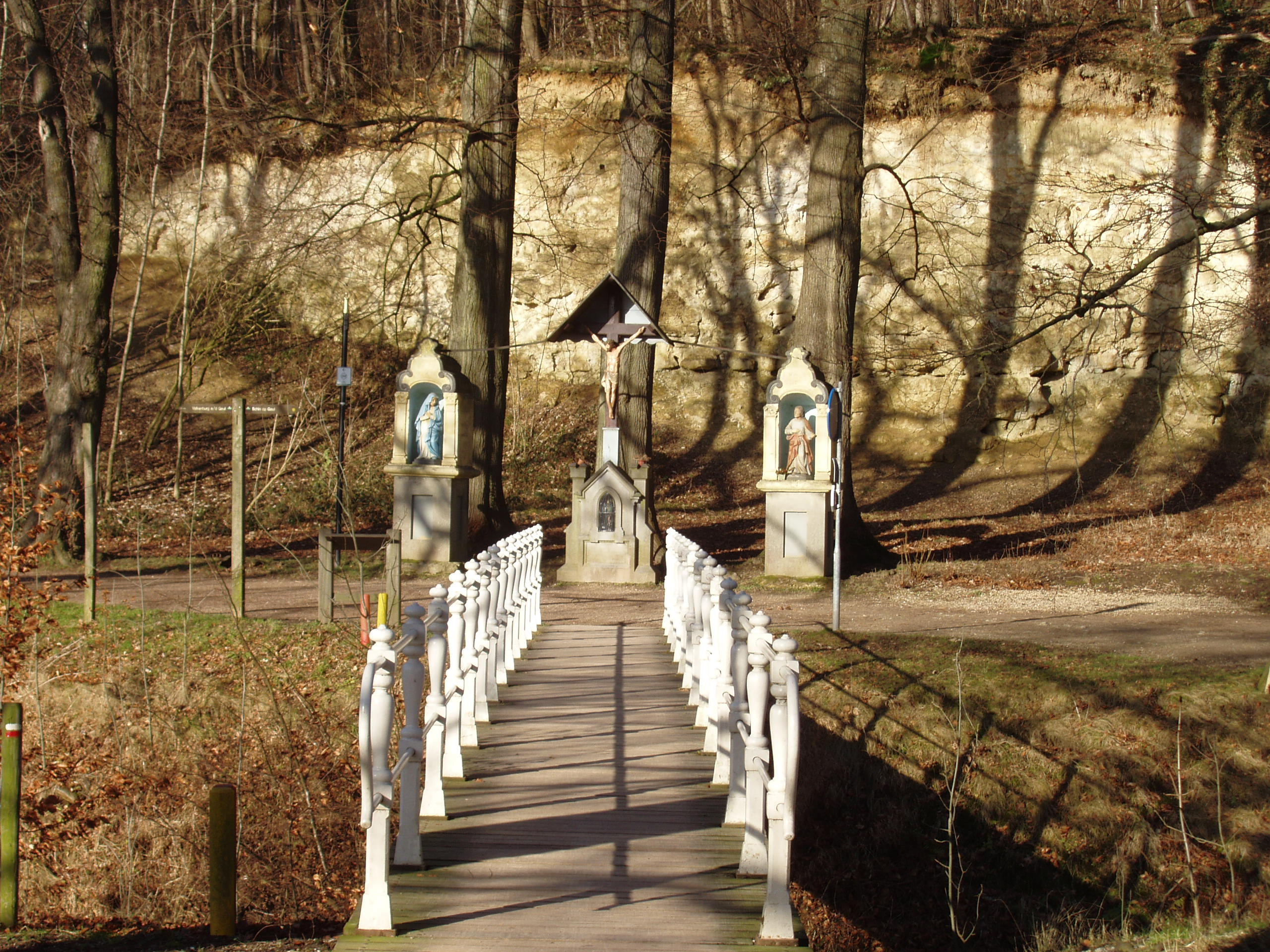
Geulbrug en "Drie Beeldjes"
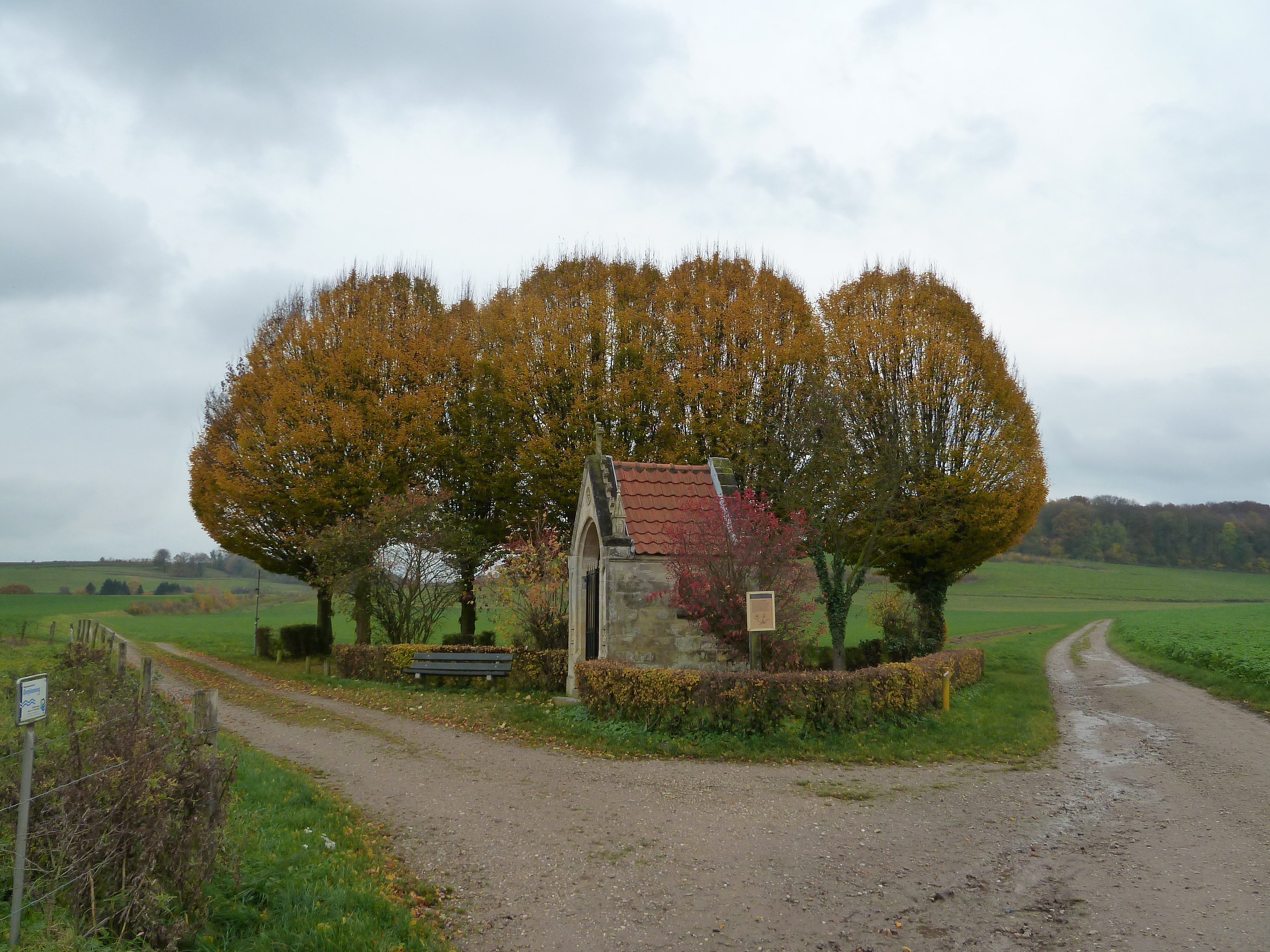
Sint-Jansboskapel

## Geboren in Oud-Valkenburg
- Jan Onland (1918), burgemeester